# فرانز لورينز
فرانز لورينز (بالألمانية: Franz Lorenz)‏ هو متزلج جماعي نمساوي، (و. 1897 – 1972 م).

## وصلات خارجية
- فرانز لورينز على موقع أوليمبيديا (الإنجليزية)